# Ophiusa praetermissa
Ophiusa praetermissa là một loài bướm đêm trong họ Erebidae.